# هوغو اريك فلوريس ثيربانتس
هوغو اريك فلوريس ثيربانتس (بالإسبانية: Hugo Eric Flores Cervantes)‏ هو سياسي مكسيكي، ولد في 1901. حزبياً، نشط في Social Encounter Party ‏. وقد انتخب عضو مجلس النواب المكسيك.